# Мойано, Франко
Франко Давид Мойано (исп. Franco David Moyano; родился 13 сентября 1997, Лобос, Аргентина) — аргентинский футболист, полузащитник клуба «Архентинос Хуниорс».

## Клубная карьера
Мойано — воспитанник клуба «Сан-Лоренсо». 27 января 2017 года в матче против «Тальерес» он дебютировал в аргентинской Примере. В начале 2019 года в поисках игровой практики Мойано был арендован «Архентинос Хуниорс». 2 февраля в матче против «Бельграно» он дебютировал за новую команду. 11 февраля в поединке против «Дефенса и Хустисия» Франко забил свой первый гол за «Архентинос Хуниорс».

## Международная карьера
В 2017 года Мойано в составе молодёжной сборной Аргентины принял участие в молодёжном чемпионате Южной Америки в Эквадоре. На турнире он сыграл в матче против команды Венесуэлы.